# 6980 Кіусакамото
6980 Кіусакамото (6980 Kyusakamoto) — астероїд головного поясу, відкритий 16 вересня 1993 року.
Тіссеранів параметр щодо Юпітера — 3,308.